# Solfara Donnafala
La solfara Donnafala o miniera Donnafala  è stata una miniera di zolfo sita in provincia di Agrigento nei pressi del comune di Racalmuto.
Aperta dopo 1875 è oggi inattiva.
È stata proprietà dei baroni Tulumello. 